# 포드 브롱코
포드 브롱코는 미국의 자동차 회사인 포드에서 생산하는 바디 온 프레임 타입 SUV이다. 1966년에 처음으로 출시된 차종이다.

## 설명
포드 브롱코는 포드에서 생산하는 지프형 SUV 차종이다. 1세대는 1966년~1977년까지 생산, 2세대는 1978년~1979년에 생산, 3세대는 1980년~1986년에 생산, 4세대는 1987년~1991년에 생산, 5세대는 1992년~1996년에 생산되었다. 이후 익스페디션이 후속 차종으로 등장되어 단종되었지만, 2020년에 부활하여 6세대로 판매되고 있다. 6세대 브롱코는 포드의 미드사이즈급 픽업트럭인 레인저와 플랫폼을 공용한다. 오프로드에 특화된 본격 지프형 SUV 차종답게 후륜구동 기반의 4륜구동으로 운행되고 있으며, 6세대 모델부터 대한민국에서도 정식으로 수입되어 판매되고 있다.
여러 가지 트림이 있지만, 대한민국에는 온로드 중심 사양(지프 랭글러의 사하라 트림에 해당)인 아우터뱅크스 트림만 들어온다. 314마력 V6 2.7리터 가솔린 트윈터보 엔진이 먼저 들어왔고, 2024년 9월 30일에는 274마력 2.3리터 가솔린 터보 엔진이 추가된 후 V6 2.7리터 가솔린 트윈터보 엔진은 더 이상 판매하지 않는다. 자동변속기는 10단을 이용한다.
파생 모델로 포드 브롱코 스포츠가 있다. 브롱코 스포츠는 바디 온 프레임 타입으로 나오는 브롱코와 달리 전륜구동 기반 모노코크(유니바디) 플랫폼을 이용하며, 이스케이프 및 매버릭과 플랫폼을 공용한다.

## 같이 보기
- 포드
- SUV
- 포드 레인저
- 포드 브롱코 스포츠